# Sunset Thomas
Sunset Thomas (nascuda el 19 de febrer de 1972 a Sikeston, Missouri) és una actriu porno nord-americana. La seva carrera s'ha desenvolupat principalment entre 1995 i 2003. La seva neboda és l'actriu Sunrise Adams. Sunset Thomas forma part del saló de la fama de l'Adult Video News.

## Biografia

### Joventut
Sunset passa els seus primers anys mudant-se d'estat en estat (recorre així, entre d'altres, Virgínia, Geòrgia o Texas) i la seva adolescència en Daytona Beach (Florida). Durant la seva adolescència, era una noia poc preocupada pels estudis, preferint passar el dia a la platja. Això li porta a suspendre l'examen d'ingrés a la universitat. A més, comença a consumir drogues, en particular cocaïna i metamfetamina. Amb tan sols 15 anys perd la seva virginitat.
Amb 18 anys, decideix deixar l'institut per anar-se a viure a Ft. Lauderdale (Florida) on exerceix diferents ocupacions. Aquí coneix a Zachary Adams, un aspirant a actor porno.

### Carrera com a actriu porno
Solament cinc mesos després de conèixer-se la parella es casa i tots dos decideixen viatjar a Los Angeles per treballar conjuntament dins del món del porno. En un primer moment, es veuen obligats a rodar porno amateur encara que l'actriu no triga a donar el salt cap al cinema porno professional. Així comença a treballar amb el prestigiós director Michael Ninn rodant algunes de les seves pel·lícules més famoses com Sex (1994), Latex (1996) o Shock (1996). El 1996 és triada Pet of the month del mes de març per a la revista Penthouse.
Ja el 2001 l'actriu se separa de Zachary Adams i coneix a Howard Stern. Posteriorment Sunset Thomas apareixeria al seu xou en almenys deu ocasions.
En 2002 es muda a Carson City (Nevada) on treballaria com call girl fins a 2005 en un local de prostitució anomenat Moonlight Bunny Ranch.
En 2006 és l'encarregada de presentar Sunset After Sunset, un programa de ràdio emès per la KSEX ràdio.
En 2007 signatura amb Vavoom Media, una productora especialitzada a oferir continguts per a adults tant en televisió, com en ràdio, internet o cinema. Així, l'actriu es converteix en la protagonista de
Sunrise to Sunset, un reality xou i dirigeix The XXXtra Point, un programa de ràdio. Vavoom Films produeix també la que serà la seva última pel·lícula porno: Into the Sunset. Pel·lícula per la qual la pròpia actriu va realitzar un càsting entre els seus fans perquè un d'ells pogués rodar amb ella. Encara que rodada a principis de 2008 la producció no té data per a la seva estrena.